# Inverclyde Goliaths 2021
Questa voce raccoglie le informazioni riguardanti gli Inverclyde Goliaths nelle competizioni ufficiali della stagione 2021.

## BAFA National League 2021

### Stagione regolare
| Giffnock 15 agosto 2021, ore 16:00 8ª giornata | East Kilbride Pirates | 43 – 6 referto | Inverclyde Goliaths | GHA Rugby Club |

| Edimburgo 5 settembre 2021, ore 14:00 11ª giornata | Edinburgh Wolves | 54 – 0 referto | Inverclyde Goliaths | Peffermill Playing Fields |

| Greenock 19 settembre 2021, ore 14:00 13ª giornata | Inverclyde Goliaths | 12 – 57 referto | Edinburgh Wolves | Battery Park |

| Greenock 3 ottobre 2021, ore 14:00 15ª giornata | Inverclyde Goliaths | 44 – 7 referto | Glasgow Tigers | Battery Park |

| Greenock 17 ottobre 2021, ore 14:00 17ª giornata | Inverclyde Goliaths | 0 – 35 referto | East Kilbride Pirates | Battery Park |

| Glasgow 31 ottobre 2021 19ª giornata | Glasgow Tigers | 12 – 64 referto | Inverclyde Goliaths | Glasgow Club Nethercraigs |

## Statistiche di squadra
| Competizione      | %Vittorie | In casa | In casa | In casa | In casa | In casa | In casa | In trasferta | In trasferta | In trasferta | In trasferta | In trasferta | In trasferta | Totale | Totale | Totale | Totale | Totale | Totale |
| Competizione      | %Vittorie | G       | V       | N       | P       | Pf      | Ps      | G            | V            | N            | P            | Pf           | Ps           | G      | V      | N      | P      | Pf     | Ps     |
| ----------------- | --------- | ------- | ------- | ------- | ------- | ------- | ------- | ------------ | ------------ | ------------ | ------------ | ------------ | ------------ | ------ | ------ | ------ | ------ | ------ | ------ |
| Stagione regolare | .333      | 3       | 1       | 0       | 2       | 56      | 99      | 3            | 1            | 0            | 2            | 70           | 109          | 6      | 2      | 0      | 4      | 126    | 208    |
| Totale            | .333      | 3       | 1       | 0       | 2       | 56      | 99      | 3            | 1            | 0            | 2            | 70           | 109          | 6      | 2      | 0      | 4      | 126    | 208    |